# Svenska mästerskap
Svenska mästerskap, SM, är årliga sport- eller andra tävlingsevenemang, individuellt och i lag, där segrarna koras till svenska mästare.
Normalt är SM bara till för svenska idrottare eller lag, men vissa SM är öppna SM, vilket betyder att även deltagare från andra nationer får vara med och tävla. I lagtävlingar kan det vara bestämt, att lagen trots allt måste ha en viss andel inhemska spelare i laget. Enligt Bosmandomen får lag ha valfritt antal spelare från EU-länder.
De första svenska mästerskapen arrangerades när den moderna idrottsrörelsen föddes på 1890-talet. Allra först var simning, 1891. Bland de första var också fotboll och friidrott, två sporter där de första SM-tävlingarna ordnades 1896. Andra tidiga sporter var dragkamp (1898), kanotpaddling och bandy (båda 1907) samt cykling (1909). Under de senare decennierna av 1900-talet började beteckningen svenska mästare användas även i tävlingar som inte utgjorde sport, så att det numera utdelas svenska mästerskap även i en rad andra sammanhang. För mindre sporter arrangeras sedan 2009 den så kallade SM-veckan, där flera sporter ordnar sina svenska mästerskap under en vecka på en ort i landet, för att sporterna skall kunna dra publik till varandra.
För vissa sportgrenar, bland annat inom segling, används termen riksmästerskap, förkortat RM. Med det begreppet avses ofta nationella tävlingar i en sport som inte riktigt har nått den status att vinnaren skall koras till svensk mästare, till exempel för att det är väldigt få deltagare i sporten så att det inte finns någon reell konkurrens eller för att man inte vill ge dem samma höga status som svenska mästerskap. Riksmästerskap kan ibland efter några år uppgraderas till att bli svenska mästerskap; så skedde bland annat med det som numera är svenska inomhusmästerskapen i friidrott.

## Svenska mästerskap

### A
| Gren               | Tävling                                 | Första                 | Tävlande                                               | Format                                                                           | Styrande organisation               |
| ------------------ | --------------------------------------- | ---------------------- | ------------------------------------------------------ | -------------------------------------------------------------------------------- | ----------------------------------- |
| Alpin skidsport    | Svenska mästerskapen i alpin skidsport  | 1937                   | individuellt och lag i sex discipliner, dam resp. herr | enstaka tävling                                                                  | Svenska Skidförbundet               |
| Amerikansk fotboll | Svenska mästare i amerikansk fotboll    | 1986 (herr) 2012 (dam) | klubblag                                               | liga (Superserien (herrar)) med slutspel liga (Superserien (damer)) med slutspel | Svenska Amerikansk Fotbollförbundet |
| Armborstskytte     | Svenska mästerskapen i armborstskytte   | 2011                   | individuellt och lag i tre klasser, mixat              | enstaka tävling                                                                  | Svenska Armborstunionen             |
| Athletic fitness   | Svenska mästerskapen i Athletic Fitness | 1995                   | individuellt, två herr- och två damklasser             |                                                                                  | Svenska kroppskulturförbundet       |

### B
| Gren               | Tävling                             | Första                 | Tävlande                                              | Format                                                        | Styrande organisation       |
| ------------------ | ----------------------------------- | ---------------------- | ----------------------------------------------------- | ------------------------------------------------------------- | --------------------------- |
| Backhoppning       | Svenska mästerskapen i backhoppning | [när?]                 | individuellt, dam resp. herr                          | enstaka tävling                                               | Svenska Skidförbundet       |
| Badminton          | SM i badminton                      | [när?]                 | individuellt (dam resp. herr), par (dam, herr, mixat) |                                                               | Svenska Badmintonförbundet  |
| Bandy              | Svenska bandyfinalen                | 1907 (herr) 1973 (dam) | klubblag, dam resp. herr                              | liga (Elitserien (dam), Elitserien (herr)) med slutspel       | Svenska Bandyförbundet      |
| Banhoppning        | Svenska mästerskapen i banhoppning  | 1951                   | individuellt; inne-SM och ute-SM                      |                                                               | Svenska Ridsportförbundet   |
| Basket             | Svenska mästare i basket            | 1954 (herr) 1957 (dam) | klubblag, dam resp. herr                              | liga (Basketligan dam (dam), Basketligan (herr)) med slutspel | Svenska Basketbollförbundet |
| Bastubad           | Svenska mästerskapet i bastubad     | 2004                   | individuellt, ej varje år                             | enstaka tävling                                               | [ vem? ]                    |
| Beachvolley        | Beachvolley-SM                      | 1978                   | par (dam, herr, mixed, olika åldersklasser)           | enstaka tävling                                               | Svenska volleybollförbundet |
| Bordshockey        | Bordshockey-SM                      | 1982                   | individuellt i sju klasser                            | enstaka turnering, öppen                                      | [ vem? ]                    |
| Bordtennis         | Svenska mästerskapen i bordtennis   | 1927 (herr) 1946 (dam) | individuellt                                          | enstaka turnering                                             | Svenska Bordtennisförbundet |
| Boule              | Svenska mästerskapen i boule        | 1978                   |                                                       |                                                               | Svenska Bouleförbundet      |
| Boxning            | SM i boxning                        | [när?]                 | individuellt, dam resp. herr, flera olika viktklasser |                                                               | Svenska Boxningsförbundet   |
| Brassbandsspelning | Svenska brassbandfestivalen         | 1982                   |                                                       |                                                               | Svenska brassbandförbundet  |
| Breakdans          | Breaking-SM                         | 1995                   | individuellt (med särskild damklass), lag ("crew")    | enstaka tävling                                               | saknas                      |
| Brottning          | SM i brottning                      | 1896 (herr) 1994 (dam) | individuellt, dam resp. herr, flera olika viktklasser |                                                               | Svenska Brottningsförbundet |

### C
| Cosplay  | Cosplay-SM                                                                                   |                                                                                              |                                                                                              |                                                                                              | Närcon                                                                                       |                                                                                              |                                                                                              |                                                                                              |                                                                                              |                                                                                              |                                                                                              |                                                                                              |                                                                                              |                                                                                              |                                                                                              |                                                                                              |                                                                                              |                                                                                              |                                                                                              |                                                                                              |                                                                                              |                                                                                              |                                                                                              |                                                                                              |                                                                                              |                                                                                              |                                                                                              |                                                                                              |                                                                                              |                                                                                              |                                                                                              |                                                                                              |                                                                                              |                                                                                              |                                                                                              |                                                                                              |                                                                                              |                                                                                              |                                                                                              |                                                                                              |                                                                                              |                                                                                              |                                                                                              |                                                                                              |                                                                                              |                                                                                              |                                                                                              |                                                                                              |                                                                                              |                                                                                              |                                                                                              |                                                                                              |                                                                                              |                                                                                              |                                                                                              |                                                                                              |                                                                                              |                                                                                              |                                                                                              |                                                                                              |                                                                                              |                                                                                              |                                                                                              |                                                                                              |                                                                                              |                                                                                              |                                                                                              |                                                                                              |                                                                                              |                                                                                              |                                                                                              |                                                                                              |                                                                                              |                                                                                              |                                                                                              |                                                                                              |                                                                                              |                                                                                              |                                                                                              |                                                                                              |                                                                                              |                                                                                              |                                                                                              |                                                                                              |                                                                                              |                                                                                              |                                                                                              |                                                                                              |                                                                                              |                                                                                              |                                                                                              |                                                                                              |                                                                                              |                                                                                              |                                                                                              |                                                                                              |                                                                                              |                                                                                              |                                                                                              |
| Crossfit | CrossFit-SM                                                                                  | 2009                                                                                         | individuellt (herrar resp. damer) och lag ("team")                                           |                                                                                              | [ vem? ]                                                                                     |                                                                                              |                                                                                              |                                                                                              |                                                                                              |                                                                                              |                                                                                              |                                                                                              |                                                                                              |                                                                                              |                                                                                              |                                                                                              |                                                                                              |                                                                                              |                                                                                              |                                                                                              |                                                                                              |                                                                                              |                                                                                              |                                                                                              |                                                                                              |                                                                                              |                                                                                              |                                                                                              |                                                                                              |                                                                                              |                                                                                              |                                                                                              |                                                                                              |                                                                                              |                                                                                              |                                                                                              |                                                                                              |                                                                                              |                                                                                              |                                                                                              |                                                                                              |                                                                                              |                                                                                              |                                                                                              |                                                                                              |                                                                                              |                                                                                              |                                                                                              |                                                                                              |                                                                                              |                                                                                              |                                                                                              |                                                                                              |                                                                                              |                                                                                              |                                                                                              |                                                                                              |                                                                                              |                                                                                              |                                                                                              |                                                                                              |                                                                                              |                                                                                              |                                                                                              |                                                                                              |                                                                                              |                                                                                              |                                                                                              |                                                                                              |                                                                                              |                                                                                              |                                                                                              |                                                                                              |                                                                                              |                                                                                              |                                                                                              |                                                                                              |                                                                                              |                                                                                              |                                                                                              |                                                                                              |                                                                                              |                                                                                              |                                                                                              |                                                                                              |                                                                                              |                                                                                              |                                                                                              |                                                                                              |                                                                                              |                                                                                              |                                                                                              |                                                                                              |                                                                                              |                                                                                              |                                                                                              |                                                                                              |                                                                                              |                                                                                              |
| Curling  | Vinter-SM-veckan                                                                             | [när?], sedan 2009 under SM-veckan                                                           | lag, dam resp. herr                                                                          | liga (Elitserien)                                                                            | Svenska Curlingförbundet                                                                     |                                                                                              |                                                                                              |                                                                                              |                                                                                              |                                                                                              |                                                                                              |                                                                                              |                                                                                              |                                                                                              |                                                                                              |                                                                                              |                                                                                              |                                                                                              |                                                                                              |                                                                                              |                                                                                              |                                                                                              |                                                                                              |                                                                                              |                                                                                              |                                                                                              |                                                                                              |                                                                                              |                                                                                              |                                                                                              |                                                                                              |                                                                                              |                                                                                              |                                                                                              |                                                                                              |                                                                                              |                                                                                              |                                                                                              |                                                                                              |                                                                                              |                                                                                              |                                                                                              |                                                                                              |                                                                                              |                                                                                              |                                                                                              |                                                                                              |                                                                                              |                                                                                              |                                                                                              |                                                                                              |                                                                                              |                                                                                              |                                                                                              |                                                                                              |                                                                                              |                                                                                              |                                                                                              |                                                                                              |                                                                                              |                                                                                              |                                                                                              |                                                                                              |                                                                                              |                                                                                              |                                                                                              |                                                                                              |                                                                                              |                                                                                              |                                                                                              |                                                                                              |                                                                                              |                                                                                              |                                                                                              |                                                                                              |                                                                                              |                                                                                              |                                                                                              |                                                                                              |                                                                                              |                                                                                              |                                                                                              |                                                                                              |                                                                                              |                                                                                              |                                                                                              |                                                                                              |                                                                                              |                                                                                              |                                                                                              |                                                                                              |                                                                                              |                                                                                              |                                                                                              |                                                                                              |                                                                                              |                                                                                              |                                                                                              |                                                                                              |
| Cykling  | Se under Bancykel, BMX, Cykelcross, Landsvägscykling, Mountainbike, Paracykel och Cykeltrial | Se under Bancykel, BMX, Cykelcross, Landsvägscykling, Mountainbike, Paracykel och Cykeltrial | Se under Bancykel, BMX, Cykelcross, Landsvägscykling, Mountainbike, Paracykel och Cykeltrial | Se under Bancykel, BMX, Cykelcross, Landsvägscykling, Mountainbike, Paracykel och Cykeltrial | Se under Bancykel, BMX, Cykelcross, Landsvägscykling, Mountainbike, Paracykel och Cykeltrial | Se under Bancykel, BMX, Cykelcross, Landsvägscykling, Mountainbike, Paracykel och Cykeltrial | Se under Bancykel, BMX, Cykelcross, Landsvägscykling, Mountainbike, Paracykel och Cykeltrial | Se under Bancykel, BMX, Cykelcross, Landsvägscykling, Mountainbike, Paracykel och Cykeltrial | Se under Bancykel, BMX, Cykelcross, Landsvägscykling, Mountainbike, Paracykel och Cykeltrial | Se under Bancykel, BMX, Cykelcross, Landsvägscykling, Mountainbike, Paracykel och Cykeltrial | Se under Bancykel, BMX, Cykelcross, Landsvägscykling, Mountainbike, Paracykel och Cykeltrial | Se under Bancykel, BMX, Cykelcross, Landsvägscykling, Mountainbike, Paracykel och Cykeltrial | Se under Bancykel, BMX, Cykelcross, Landsvägscykling, Mountainbike, Paracykel och Cykeltrial | Se under Bancykel, BMX, Cykelcross, Landsvägscykling, Mountainbike, Paracykel och Cykeltrial | Se under Bancykel, BMX, Cykelcross, Landsvägscykling, Mountainbike, Paracykel och Cykeltrial | Se under Bancykel, BMX, Cykelcross, Landsvägscykling, Mountainbike, Paracykel och Cykeltrial | Se under Bancykel, BMX, Cykelcross, Landsvägscykling, Mountainbike, Paracykel och Cykeltrial | Se under Bancykel, BMX, Cykelcross, Landsvägscykling, Mountainbike, Paracykel och Cykeltrial | Se under Bancykel, BMX, Cykelcross, Landsvägscykling, Mountainbike, Paracykel och Cykeltrial | Se under Bancykel, BMX, Cykelcross, Landsvägscykling, Mountainbike, Paracykel och Cykeltrial | Se under Bancykel, BMX, Cykelcross, Landsvägscykling, Mountainbike, Paracykel och Cykeltrial | Se under Bancykel, BMX, Cykelcross, Landsvägscykling, Mountainbike, Paracykel och Cykeltrial | Se under Bancykel, BMX, Cykelcross, Landsvägscykling, Mountainbike, Paracykel och Cykeltrial | Se under Bancykel, BMX, Cykelcross, Landsvägscykling, Mountainbike, Paracykel och Cykeltrial | Se under Bancykel, BMX, Cykelcross, Landsvägscykling, Mountainbike, Paracykel och Cykeltrial | Se under Bancykel, BMX, Cykelcross, Landsvägscykling, Mountainbike, Paracykel och Cykeltrial | Se under Bancykel, BMX, Cykelcross, Landsvägscykling, Mountainbike, Paracykel och Cykeltrial | Se under Bancykel, BMX, Cykelcross, Landsvägscykling, Mountainbike, Paracykel och Cykeltrial | Se under Bancykel, BMX, Cykelcross, Landsvägscykling, Mountainbike, Paracykel och Cykeltrial | Se under Bancykel, BMX, Cykelcross, Landsvägscykling, Mountainbike, Paracykel och Cykeltrial | Se under Bancykel, BMX, Cykelcross, Landsvägscykling, Mountainbike, Paracykel och Cykeltrial | Se under Bancykel, BMX, Cykelcross, Landsvägscykling, Mountainbike, Paracykel och Cykeltrial | Se under Bancykel, BMX, Cykelcross, Landsvägscykling, Mountainbike, Paracykel och Cykeltrial | Se under Bancykel, BMX, Cykelcross, Landsvägscykling, Mountainbike, Paracykel och Cykeltrial | Se under Bancykel, BMX, Cykelcross, Landsvägscykling, Mountainbike, Paracykel och Cykeltrial | Se under Bancykel, BMX, Cykelcross, Landsvägscykling, Mountainbike, Paracykel och Cykeltrial | Se under Bancykel, BMX, Cykelcross, Landsvägscykling, Mountainbike, Paracykel och Cykeltrial | Se under Bancykel, BMX, Cykelcross, Landsvägscykling, Mountainbike, Paracykel och Cykeltrial | Se under Bancykel, BMX, Cykelcross, Landsvägscykling, Mountainbike, Paracykel och Cykeltrial | Se under Bancykel, BMX, Cykelcross, Landsvägscykling, Mountainbike, Paracykel och Cykeltrial | Se under Bancykel, BMX, Cykelcross, Landsvägscykling, Mountainbike, Paracykel och Cykeltrial | Se under Bancykel, BMX, Cykelcross, Landsvägscykling, Mountainbike, Paracykel och Cykeltrial | Se under Bancykel, BMX, Cykelcross, Landsvägscykling, Mountainbike, Paracykel och Cykeltrial | Se under Bancykel, BMX, Cykelcross, Landsvägscykling, Mountainbike, Paracykel och Cykeltrial | Se under Bancykel, BMX, Cykelcross, Landsvägscykling, Mountainbike, Paracykel och Cykeltrial | Se under Bancykel, BMX, Cykelcross, Landsvägscykling, Mountainbike, Paracykel och Cykeltrial | Se under Bancykel, BMX, Cykelcross, Landsvägscykling, Mountainbike, Paracykel och Cykeltrial | Se under Bancykel, BMX, Cykelcross, Landsvägscykling, Mountainbike, Paracykel och Cykeltrial | Se under Bancykel, BMX, Cykelcross, Landsvägscykling, Mountainbike, Paracykel och Cykeltrial | Se under Bancykel, BMX, Cykelcross, Landsvägscykling, Mountainbike, Paracykel och Cykeltrial | Se under Bancykel, BMX, Cykelcross, Landsvägscykling, Mountainbike, Paracykel och Cykeltrial | Se under Bancykel, BMX, Cykelcross, Landsvägscykling, Mountainbike, Paracykel och Cykeltrial | Se under Bancykel, BMX, Cykelcross, Landsvägscykling, Mountainbike, Paracykel och Cykeltrial | Se under Bancykel, BMX, Cykelcross, Landsvägscykling, Mountainbike, Paracykel och Cykeltrial | Se under Bancykel, BMX, Cykelcross, Landsvägscykling, Mountainbike, Paracykel och Cykeltrial | Se under Bancykel, BMX, Cykelcross, Landsvägscykling, Mountainbike, Paracykel och Cykeltrial | Se under Bancykel, BMX, Cykelcross, Landsvägscykling, Mountainbike, Paracykel och Cykeltrial | Se under Bancykel, BMX, Cykelcross, Landsvägscykling, Mountainbike, Paracykel och Cykeltrial | Se under Bancykel, BMX, Cykelcross, Landsvägscykling, Mountainbike, Paracykel och Cykeltrial | Se under Bancykel, BMX, Cykelcross, Landsvägscykling, Mountainbike, Paracykel och Cykeltrial | Se under Bancykel, BMX, Cykelcross, Landsvägscykling, Mountainbike, Paracykel och Cykeltrial | Se under Bancykel, BMX, Cykelcross, Landsvägscykling, Mountainbike, Paracykel och Cykeltrial | Se under Bancykel, BMX, Cykelcross, Landsvägscykling, Mountainbike, Paracykel och Cykeltrial | Se under Bancykel, BMX, Cykelcross, Landsvägscykling, Mountainbike, Paracykel och Cykeltrial | Se under Bancykel, BMX, Cykelcross, Landsvägscykling, Mountainbike, Paracykel och Cykeltrial | Se under Bancykel, BMX, Cykelcross, Landsvägscykling, Mountainbike, Paracykel och Cykeltrial | Se under Bancykel, BMX, Cykelcross, Landsvägscykling, Mountainbike, Paracykel och Cykeltrial | Se under Bancykel, BMX, Cykelcross, Landsvägscykling, Mountainbike, Paracykel och Cykeltrial | Se under Bancykel, BMX, Cykelcross, Landsvägscykling, Mountainbike, Paracykel och Cykeltrial | Se under Bancykel, BMX, Cykelcross, Landsvägscykling, Mountainbike, Paracykel och Cykeltrial | Se under Bancykel, BMX, Cykelcross, Landsvägscykling, Mountainbike, Paracykel och Cykeltrial | Se under Bancykel, BMX, Cykelcross, Landsvägscykling, Mountainbike, Paracykel och Cykeltrial | Se under Bancykel, BMX, Cykelcross, Landsvägscykling, Mountainbike, Paracykel och Cykeltrial | Se under Bancykel, BMX, Cykelcross, Landsvägscykling, Mountainbike, Paracykel och Cykeltrial | Se under Bancykel, BMX, Cykelcross, Landsvägscykling, Mountainbike, Paracykel och Cykeltrial | Se under Bancykel, BMX, Cykelcross, Landsvägscykling, Mountainbike, Paracykel och Cykeltrial | Se under Bancykel, BMX, Cykelcross, Landsvägscykling, Mountainbike, Paracykel och Cykeltrial | Se under Bancykel, BMX, Cykelcross, Landsvägscykling, Mountainbike, Paracykel och Cykeltrial | Se under Bancykel, BMX, Cykelcross, Landsvägscykling, Mountainbike, Paracykel och Cykeltrial | Se under Bancykel, BMX, Cykelcross, Landsvägscykling, Mountainbike, Paracykel och Cykeltrial | Se under Bancykel, BMX, Cykelcross, Landsvägscykling, Mountainbike, Paracykel och Cykeltrial | Se under Bancykel, BMX, Cykelcross, Landsvägscykling, Mountainbike, Paracykel och Cykeltrial | Se under Bancykel, BMX, Cykelcross, Landsvägscykling, Mountainbike, Paracykel och Cykeltrial | Se under Bancykel, BMX, Cykelcross, Landsvägscykling, Mountainbike, Paracykel och Cykeltrial | Se under Bancykel, BMX, Cykelcross, Landsvägscykling, Mountainbike, Paracykel och Cykeltrial | Se under Bancykel, BMX, Cykelcross, Landsvägscykling, Mountainbike, Paracykel och Cykeltrial | Se under Bancykel, BMX, Cykelcross, Landsvägscykling, Mountainbike, Paracykel och Cykeltrial | Se under Bancykel, BMX, Cykelcross, Landsvägscykling, Mountainbike, Paracykel och Cykeltrial | Se under Bancykel, BMX, Cykelcross, Landsvägscykling, Mountainbike, Paracykel och Cykeltrial | Se under Bancykel, BMX, Cykelcross, Landsvägscykling, Mountainbike, Paracykel och Cykeltrial | Se under Bancykel, BMX, Cykelcross, Landsvägscykling, Mountainbike, Paracykel och Cykeltrial | Se under Bancykel, BMX, Cykelcross, Landsvägscykling, Mountainbike, Paracykel och Cykeltrial | Se under Bancykel, BMX, Cykelcross, Landsvägscykling, Mountainbike, Paracykel och Cykeltrial | Se under Bancykel, BMX, Cykelcross, Landsvägscykling, Mountainbike, Paracykel och Cykeltrial | Se under Bancykel, BMX, Cykelcross, Landsvägscykling, Mountainbike, Paracykel och Cykeltrial | Se under Bancykel, BMX, Cykelcross, Landsvägscykling, Mountainbike, Paracykel och Cykeltrial | Se under Bancykel, BMX, Cykelcross, Landsvägscykling, Mountainbike, Paracykel och Cykeltrial | Se under Bancykel, BMX, Cykelcross, Landsvägscykling, Mountainbike, Paracykel och Cykeltrial | Se under Bancykel, BMX, Cykelcross, Landsvägscykling, Mountainbike, Paracykel och Cykeltrial |

### D
| Gren      | Tävling        | Första | Tävlande                                 | Format          | Styrande organisation      |
| --------- | -------------- | ------ | ---------------------------------------- | --------------- | -------------------------- |
| Discodans | SM i discodans |        | flera olika klasser                      |                 | Svenska Danssportförbundet |
| Discgolf  | SM i discgolf  | [när?] | individuellt, par och lag                |                 | Svenska Discgolfförbundet  |
| Dodgeball | SM i dodgeball | 2018   | herrar, damer, mixed                     | enstaka tävling | Svenska Dodgeballförbundet |
| Dragkamp  | SM i dragkamp  | 1898   | lag, herrar och damer, olika viktklasser |                 | Svenska Dragkampförbundet  |

### E
| Gren             | Tävling               | Första | Tävlande       | Format                              | Styrande organisation                       |
| ---------------- | --------------------- | ------ | -------------- | ----------------------------------- | ------------------------------------------- |
| Ekonomi          | SM i ekonomi          | 1987   | lag, studenter | lokala uttagningar till sluttävling | Sveriges Ekonomföreningars Riksorganisation |
| Extremskidåkning | SM i extremskidåkning | [när?] |                |                                     | [ vem? ]                                    |

### F
| Gren         | Tävling                                                                  | Första                 | Tävlande                                                                          | Format                                                                                      | Styrande organisation       |
| ------------ | ------------------------------------------------------------------------ | ---------------------- | --------------------------------------------------------------------------------- | ------------------------------------------------------------------------------------------- | --------------------------- |
| Fotboll      | Svenska mästare i fotboll Svenska mästare i fotboll (damer)              | 1896 (herr) 1973 (dam) | lag, dam resp. herr                                                               | liga (Damallsvenskan (dam), Allsvenskan (herr))                                             | Svenska Fotbollförbundet    |
| Fribrottning | SM i fribrottning                                                        | [när?]                 |                                                                                   |                                                                                             | [ vem? ]                    |
| Friidrott    | Svenska mästerskapen i friidrott Svenska inomhusmästerskapen i friidrott | 1896 (ute) 1966 (inne) | Individuellt och lag, dam resp. herr, utomhus resp. inomhus, i ett flertal grenar | En tävling utomhus och en inomhus för arenagrenarna. Flera andra för löpning utanför arena. | Svenska Friidrottsförbundet |
| Fäktning     | SM i fäktning                                                            | 1911                   | individuellt och lag, tre grenar                                                  |                                                                                             | Svenska Fäktförbundet       |

### G
| Gren      | Tävling                        | Första | Tävlande                             | Format | Styrande organisation      |
| --------- | ------------------------------ | ------ | ------------------------------------ | ------ | -------------------------- |
| Gymnastik | Svenska mästerskap i gymnastik | [när?] | individuellt och lag, dam resp. herr |        | Svenska Gymnastikförbundet |

### H
| Gren     | Tävling | Första                                                  | Tävlande                                                                            | Format            | Styrande organisation     |
| -------- | --- | ------------------------------------------------------- | ----------------------------------------------------------------------------------- | ----------------- | ------------------------- |
| Handboll | Svenska mästare i handboll (herrar, 7-manna) Svenska mästare i handboll (damer, 7-manna) Svenska mästare i handboll (herrar, 11-manna) Svenska mästare i handboll (damer, 11-manna) | 1932 (herr-7) 1951 (dam-7) 1942 (herr-11) 1947 (dam-11) | lag, herrar resp. damer (SM i handboll med 11-mannalag har inte spelats sedan 1961) | liga med slutspel | Svenska Handbollförbundet |

### I
| Gren            | Tävling                                             | Första                 | Tävlande                | Format                                                                       | Styrande organisation       |
| --------------- | --------------------------------------------------- | ---------------------- | ----------------------- | ---------------------------------------------------------------------------- | --------------------------- |
| Innebandy       | SM i innebandy för herrar SM i innebandy för damer  | 1983                   | lag, damer resp. herrar | liga med slutspel                                                            | Svenska Innebandyförbundet  |
| Ishockey        | Svenska mästerskapet i ishockey                     | 1922 (herr) 1988 (dam) | lag, damer resp. herrar | liga (Svenska damhockeyligan (dam), Svenska Hockeyligan (herr)) med slutspel | Svenska Ishockeyförbundet   |
| Indoor Wingsuit | Öppna Riksmästerskapen i inomhus vingdräktsflygning | 2019                   | Lag                     |                                                                              | Svenska Fallskärmsförbundet |

### J
| Gren    | Tävling                        | Första                 | Tävlande                                                         | Format            | Styrande organisation        |
| ------- | ------------------------------ | ---------------------- | ---------------------------------------------------------------- | ----------------- | ---------------------------- |
| Jujutsu | Svenska mästerskapen i jujutsu | 1986 (kamp) 1989 (duo) | individuellt och dubbel ("duo"), herrar och damer, duo äv. mixat | enstaka turnering | Svenska ju-jutsufederationen |

### K
| Gren            | Tävling                                | Första | Tävlande                                     | Format          | Styrande organisation         |
| --------------- | -------------------------------------- | ------ | -------------------------------------------- | --------------- | ----------------------------- |
| Kanotpaddling   | SM i kanot                             | 1907   |                                              |                 | Svenska Kanotförbundet        |
| Kanotpolo       | SM i kanotpolo                         | 2003   |                                              |                 | Svenska Kanotförbundet        |
| Kanotsegling    | SM i kanotsegling                      | [när?] |                                              |                 | Svenska Kanotförbundet        |
| Karting         | SM i karting                           | 2005   | individuellt i tre klasser                   |                 | Svenska Bilsportförbundet     |
| Konståkning     | Svenska mästerskapen i konståkning     | [när?] | individuellt (damer, herrar) och par (mixat) |                 | Svenska Konståkningsförbundet |
| Korsordslösning | SM i korsord                           | 1987   | individuellt                                 |                 | Hemmets veckotidning          |
| Kortbanesimning | Svenska mästerskapen i kortbanesimning | 1953   | individuellt, damer resp. herrar             | enstaka tävling | Svenska simförbundet          |

### L
| Gren                  | Tävling                                 | Första                    | Tävlande                                          | Format          | Styrande organisation       |
| --------------------- | --------------------------------------- | ------------------------- | ------------------------------------------------- | --------------- | --------------------------- |
| Landhockey            | SM i landhockey                         | 2000                      | klubblag                                          |                 | Svenska Landhockeyförbundet |
| Landsvägscykling      | Svenska mästerskapen i landsvägscykling | 1909 (tempo) 1930 (linje) | individuellt, herrar resp. damer                  | enstaka tävling | Svenska Cykelförbundet      |
| Luftgitarrspel        | SM i luftgitarr                         | 1982                      | individuellt                                      | enstaka tävling | [ vem? ]                    |
| Långbanesimning       | Svenska mästerskapen i långbanesimning  | 1899                      | individuellt, damer resp. herrar                  | enstaka tävling | Svenska simförbundet        |
| Längdåkning på skidor | Svenska mästerskapen i längdåkning      | 1910                      | individuellt, damer resp. herrar, flera distanser | enstaka tävling | Svenska Skidförbundet       |

### M
| Gren       | Tävling | Första | Tävlande     | Format | Styrande organisation   |
| ---------- | ------- | ------ | ------------ | ------ | ----------------------- |
| Matlagning | Kock-SM | 1983   | individuellt |        | Gastronomiska akademien |

### N
| Gren         | Tävling     | Första | Tävlande     | Format | Styrande organisation     |
| ------------ | ----------- | ------ | ------------ | ------ | ------------------------- |
| Nintendospel | Nintendo-SM | 1992   | individuellt |        | Club Nintendo (1992-2006) |

### O
| Gren        | Tävling                            | Första                 | Tävlande                                                                            | Format | Styrande organisation         |
| ----------- | ---------------------------------- | ---------------------- | ----------------------------------------------------------------------------------- | ------ | ----------------------------- |
| Ordvitsar   | SM i ordvitsar                     | 2010                   | individuellt                                                                        |        | Mitt i smeten                 |
| Orientering | Svenska mästerskapen i orientering | 1935 (herr) 1941 (dam) | individuellt, herrar resp. damer; medel-, lång- och ultralång distans, sprint, natt |        | Svenska Orienteringsförbundet |

### P
| Gren   | Tävling   | Första | Tävlande               | Format         | Styrande organisation   |
| ------ | --------- | ------ | ---------------------- | -------------- | ----------------------- |
| Poker  | Poker-SM  | 1975   |                        |                | Svenska Pokerförbundet  |
| Pong   | SM i pong | 2006   | individuellt           |                | Retrogathering          |
| Pussel | Pussel-SM | 2021   | Individuellt, par, lag | Kval och final | Svenska Pusselförbundet |

### R
| Gren         | Tävling                             | Första | Tävlande                    | Format                                           | Styrande organisation     |
| ------------ | ----------------------------------- | ------ | --------------------------- | ------------------------------------------------ | ------------------------- |
| Rally        | SM i rally                          | [när?] | individuellt i fyra klasser |                                                  | Svenska Bilsportförbundet |
| Roller derby | Svenska mästerskapet i roller derby | 2013   | klubblag                    |                                                  | Svenska Skridskoförbundet |
| Rugby        | SM i rugby                          | 1943   | klubblag                    | liga (Elitserien eller Allsvenskan) med slutspel | Svenska Rugbyförbundet    |

### S
| Gren              | Tävling                | Första         | Tävlande                    | Format                                                    | Styrande organisation                                                           |
| ----------------- | ---------------------- | -------------- | --------------------------- | --------------------------------------------------------- | ------------------------------------------------------------------------------- |
| Schack            | SM i schack            | 1917           | individuellt och klubblag   | enstaka turnering (individuellt), liga (Elitserien) (lag) | Sveriges Schackförbund                                                          |
| Schottis          | Upplandsschottisen     | 2004           | par och klubblag            | enstaka tävling                                           | Svenska Folkdansringen                                                          |
| Scrabble          | SM i Scrabble          | 1999           | individuellt                |                                                           | Svenska Scrabbleförbundet                                                       |
| Segelflygning     | SM i segelflyg         | 1945           | individuellt, olika klasser |                                                           | Svenska Flygsportförbundet                                                      |
| Segling           | SM i segling           | 1932 (starbåt) | flera olika klasser         |                                                           | Svenska Seglarförbundet                                                         |
| Simhopp           | SM i simhopp           | [när?]         | flera olika klasser         |                                                           | Svenska simförbundet                                                            |
| Skoputsning       | SM i skoputsning       | 2014           |                             |                                                           |                                                                                 |
| Speedway          | SM i speedway          | 1948           | klubblag                    | liga (Elitserien) med slutspel                            | Svenska Motorcykel- och Snöskoterförbundet                                      |
| Shogi             | SM i shogi             | [när?]         | individuellt                |                                                           | Sveriges Shogiförbund                                                           |
| Stadioncross      | SM i stadioncross      | 2009           | individuellt                | enstaka tävling                                           | Svenska Motorcykel- och Snöskoterförbundet                                      |
| Super Mario Bros. | SM i Super Mario Bros. | 2010           | individuellt                | enstaka turnering                                         | Retrospelsmässan (2010-2015, 2017) och Bergsala AB (2014) Retrogathering (2023) |

### T
| Gren          | Tävling                         | Första                 | Tävlande                                         | Format                                | Styrande organisation                           |
| ------------- | ------------------------------- | ---------------------- | ------------------------------------------------ | ------------------------------------- | ----------------------------------------------- |
| Teknik        | Teknik-SM                       | 2000                   | lag, studenter                                   |                                       | Sveriges Ingenjörer och Ingenjörer utan gränser |
| Tiohuggarrodd | SM i tiohuggarrodd              | [när?]                 | lag                                              |                                       | Svenska Roddförbundet                           |
| Travsport     | Svenskt mästerskap              | 1927                   | individuellt                                     |                                       | Svensk Travsport                                |
| Triathlon     | Svenska mästerskap i triathlon  | 1985 (dam) 1987 (herr) | individuellt, lag; herrar och damer              | Enstaka tävling, separata per distans | Svenska Triathlonförbundet                      |
| Trolleri      | Svenska mästerskapen i trolleri | 2012                   | medlemmar i magiska föreningar; även juniorklass | tre huvudkategorier                   | Svensk Magisk Cirkel                            |
| Tyngdlyftning | SM Tyngdlyftning                | 1896                   | Individuellt, lag; herrar och damer              |                                       | Svenska Tyngdlyftningsförbundet                 |

### U
| Gren              | Tävling                | Första                 | Tävlande                             | Format            | Styrande organisation       |
| ----------------- | ---------------------- | ---------------------- | ------------------------------------ | ----------------- | --------------------------- |
| UV-foto           | SM i UV-foto           | [när?]                 |                                      |                   | [ vem? ]                    |
| Undervattensrugby | SM i Undervattensrugby | 1974 (herr) 1999 (dam) | Klubblag (herr), Regionsmixlag (dam) | Enstaka turnering | Svenska Sportdykarförbundet |

### V
| Gren                   | Tävling                                 | Första | Tävlande            | Format                                                  | Styrande organisation       |
| ---------------------- | --------------------------------------- | ------ | ------------------- | ------------------------------------------------------- | --------------------------- |
| Vattenrutschbaneåkning | Svenska mästerskapen i vattenrutschbana | 2016   | individuellt        | Elitklass, ungdomsklass med kval                        | Kokpunkten                  |
| Volleyboll             | Svenska mästare i volleyboll            | 1962   | lag, dam resp. herr | liga (Elitserien (dam), Elitserien (herr)) med slutspel | Svenska Volleybollförbundet |
| Voltige                | Svenska mästerskapen i voltige          | 2002   | lag                 |                                                         | Svenska Ridsportförbundet   |

### Y
| Gren             | Tävling         | Första | Tävlande                | Format | Styrande organisation       |
| ---------------- | --------------- | ------ | ----------------------- | ------ | --------------------------- |
| Yrkesskicklighet | Yrkes-SM        |        | personer upp till 22 år |        | WorldSkills Sweden          |
| Yukigassen       | SM i yukigassen | 2010   | lag                     |        | Svenska Yukigassenförbundet |

### Ö
| Gren        | Tävling           | Första | Tävlande               | Format                                       | Styrande organisation         |
| ----------- | ----------------- | ------ | ---------------------- | -------------------------------------------- | ----------------------------- |
| Ölbryggning | SM i hembryggd öl | 1989   | individuellt, amatörer | enstaka tävling, olika ölsorter mot varandra | Svenska hembryggareföreningen |